# Jaruplund
Jaruplund (dansk) eller Jarplund (tysk) er en landsby beliggende umiddelbart syd for Flensborg i Sydslesvig. Administrativt hører Jaruplund under Hanved Kommune i Slesvig-Flensborg kreds i den nordtyske delstat Slesvig-Holsten. Jaruplund var en selvstændig kommune indtil marts 1974, hvor Veding og Jaruplund blev sammenlagt i Jaruplund-Veding Kommune, i marts 2008 blev Jaruplund endelig indlemmet i Hanved. I den danske periode indtil 1864 hørte landsbyen under Oversø Sogn (Ugle Herred, Flensborg Amt).
Stednavnet er første gang dokumenteret 1472. Stednavnet henviser til en tidligere landsby ved navn Jarup. Navnet Jarup selv er afledt af enten oldnordisk hjǫrr for sværd eller oldnordisk jarpi for hjerpe. Bynavnet skrives tidligere også Hjarplund, på angeldansk Jarp'lunj.
Bilskov, Hornskov, Julianegaard, Nydam, Prindsgaard og Sophiegaard er udflyttersteder fra Jaruplund. Mod nord grænser Jaruplund til Flensborg-Sydstaden (Rude). Nordøst for byen ligger Hvilberget.
Jaruplund er især kendt for Jaruplund Højskole, beliggende lidt uden for landsbyen ved Jaruplund Sø.